# Wanantara
Wanantara is een bestuurslaag in het regentschap Indramayu van de provincie West-Java, Indonesië. Wanantara telt 2172 inwoners (volkstelling 2010).